# 995

## Esdeveniments
- Olaf Tryggvason és coronat rei de Noruega i erigeix la primera església del país.
- Sanç I Garcia de Castella és nomenat Comte de Castella.

## Naixements
- Canut el Gran (Canut II) de Dinamarca

## Necrològiques
- Garcia I de Castella, comte de Castella (970-995).